# 붉돔

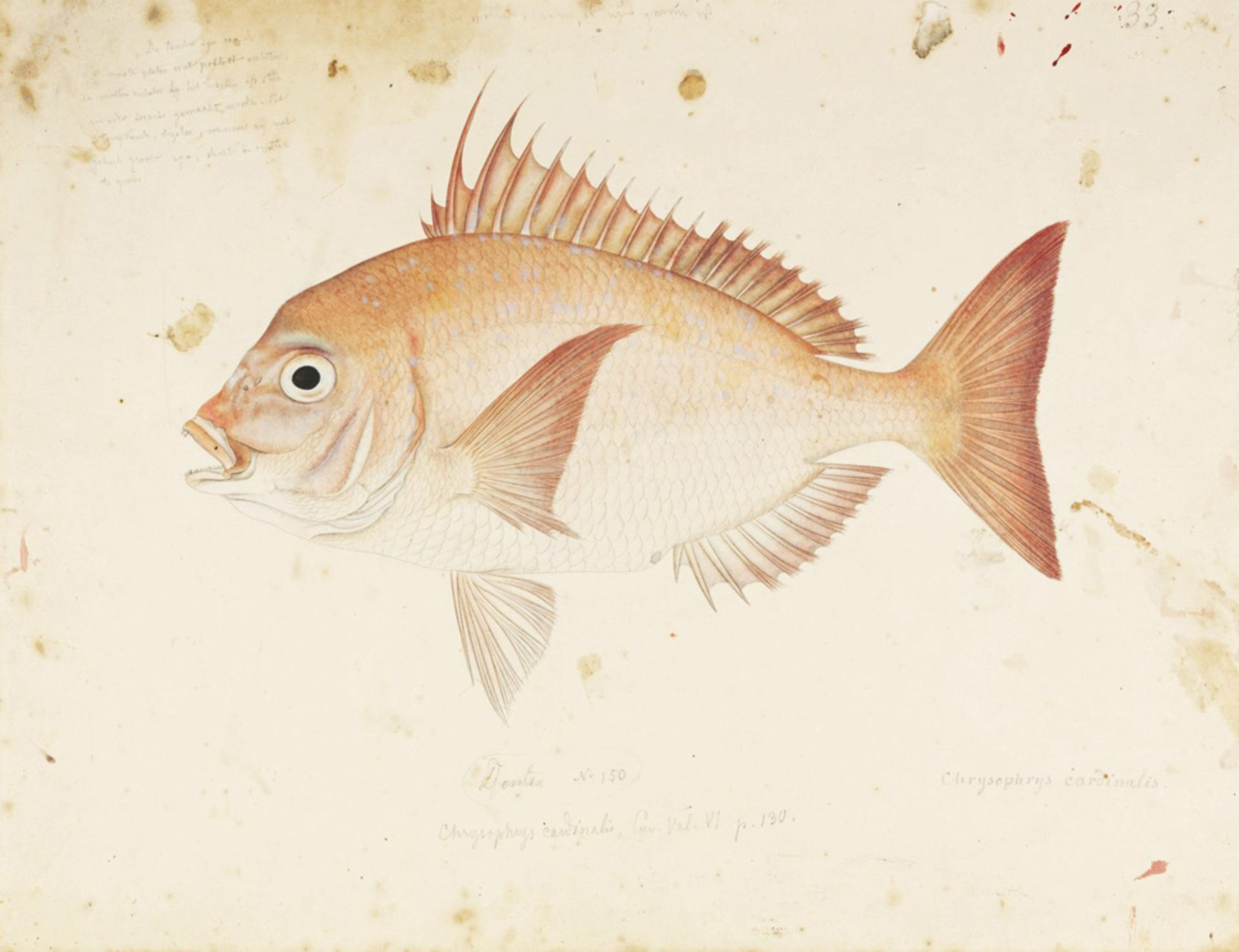

붉돔은 도미과의 물고기이다. 몸길이 40cm로 참돔과 비슷하나 머리 위쪽이 급히 솟아 있다. 몸빛은 붉고 배쪽이 담색이며 청록색의 작은 반점이 흩어져 있다. 산란기는 10-12월로, 여러 번에 걸쳐 알을 낳는다. 어릴 때에는 요각류·단각류·동물성플랑크톤을 먹고 성어가 되면 바닥에 사는 작은 새우·게·조개류 따위를 먹는다. 참돔보다는 맛이 다소 떨어지나 여름철에 사람들이 즐겨 찾는다. 한국 전 연안, 일본·동중국해·타이완·필리핀 연해에 분포한다.

## 참고 문헌
- 이 문서에는 다음커뮤니케이션(현 카카오)에서 GFDL 또는 CC-SA 라이선스로 배포한 글로벌 세계대백과사전의 내용을 기초로 작성된 글이 포함되어 있습니다.